# Alhonjärvi (sjö i Ruovesi, Birkaland)
Alhonjärvi är en sjö i kommunen Ruovesi i landskapet Birkaland i Finland. Arean är 26 hektar och strandlinjen är 3,57 kilometer lång.  Den  ingår i Kumo älvs huvudavrinningsområde.  Sjön ligger omkring 66 kilometer norr om Tammerfors och omkring 220 kilometer norr om Helsingfors. 
I sjön finns ön Raatosaari. 